# Ebersheim
Ebersheim (en alsaciano: Awersche) es una localidad y comuna francesa, situada en el departamento de Bajo Rin en la región de Alsacia. Tiene una población de 2.222 habitantes y una densidad de 162,66 h/km².